# Sevrage (alimentation)
Pour les articles homonymes, voir Sevrage.

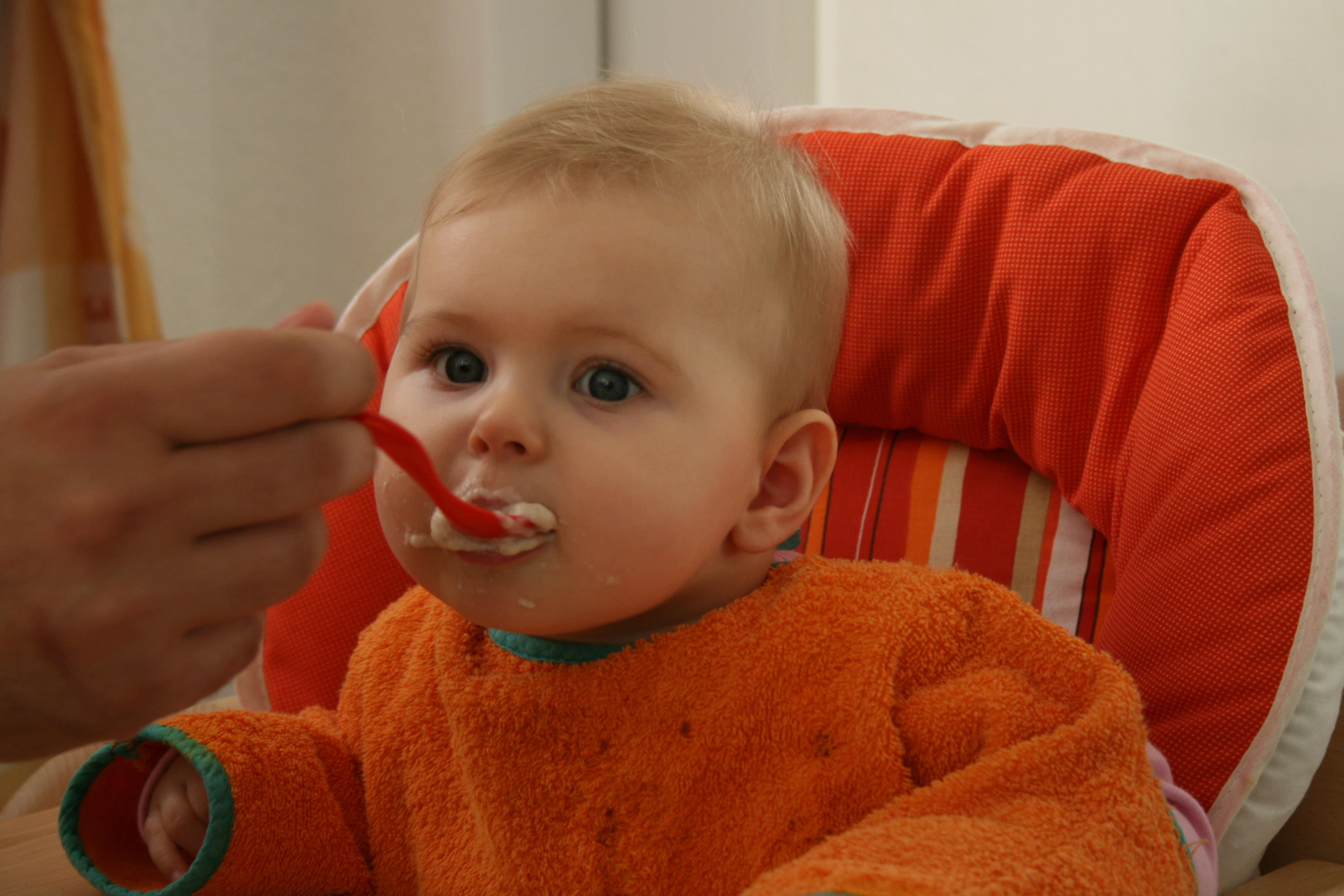
Bébé nourri à la petite cuillère.

Le sevrage désigne, chez les mammifères, le processus durant lequel une mère cesse définitivement d'allaiter son petit. Ce dernier passe alors progressivement d'une alimentation lactée (lait maternel ou lait artificiel chez les humains) à une alimentation plus solide.

## Le motsevrage
Le verbe « sevrer » (XIe siècle), vient du latin separare signifiant « séparer ».
Une extension vers la notion de privation, « priver de… » s’opère au XIVe siècle. On peut « sevrer de la mamelle » (séparer le bébé de sa mère ou de la nourrice qui l’allaite), « sevrer un enfant » (faire cesser l’alimentation au lait maternel) ou « sevrer du lait » (le priver de lait maternel). Le premier substantif est « seivrement » ou « sevrement ». Le « sevrement » devient « sevrage » au XVIIIe siècle. L’acception de « sevrage » au sens de « privation d’un toxique, arrêt de prise d’une drogue », date du XXe siècle.

## Le sevrage chez l'humain

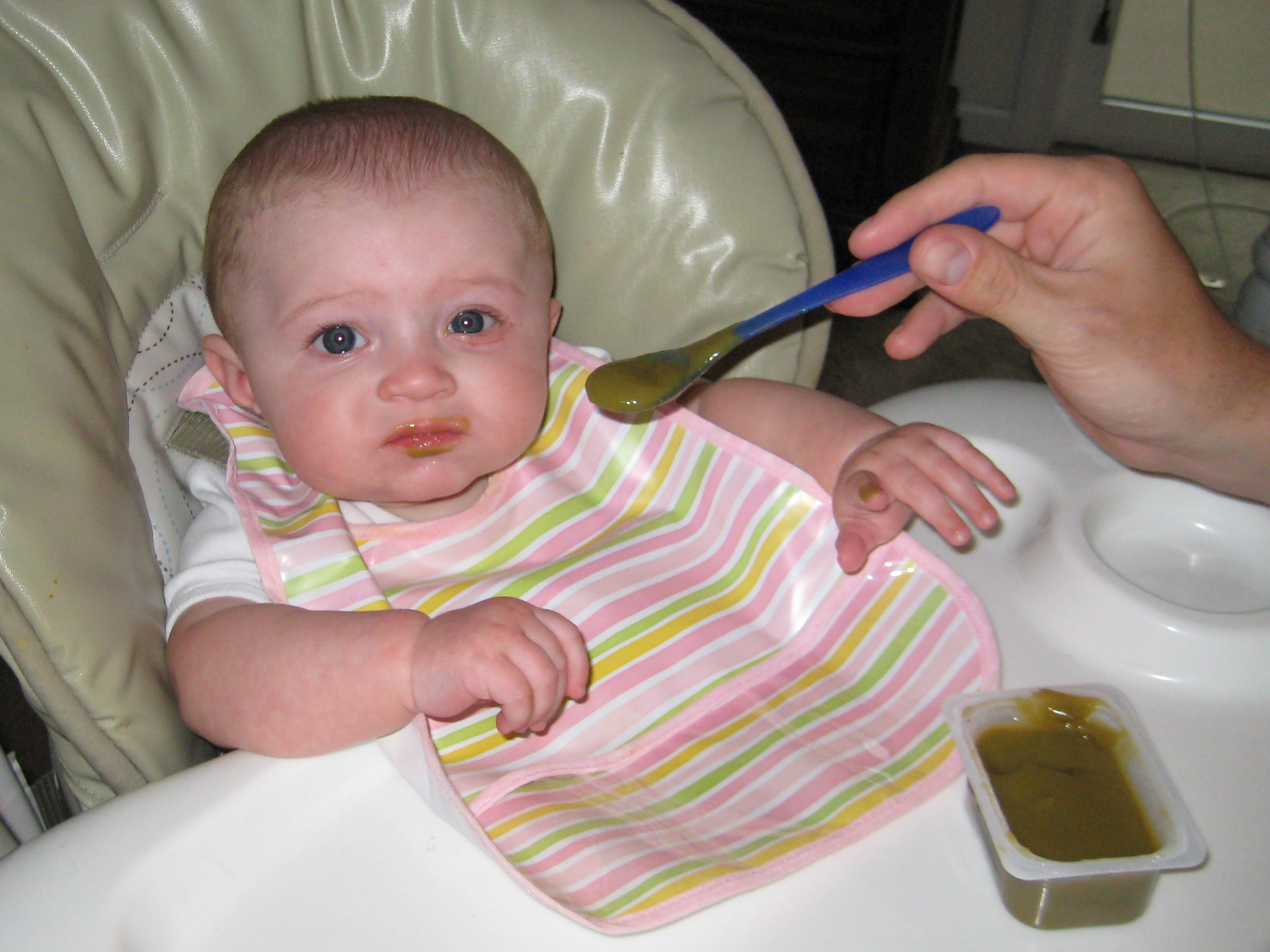
Un bébé mangeant

On distingue le sevrage de la diversification alimentaire. Le sevrage est la privation du lait maternel alors que la diversification est l’introduction d’une alimentation solide.
Ces deux événements dans l'alimentation infantile ne sont pas liés de manière absolue.

### Sevrage, allaitement et diversification

#### Le sevrage est indépendant de l’allaitement
Le sevrage peut intervenir avant tout allaitement et un enfant peut être sevré dès la naissance, sans jamais connaître le lait maternel. Il est alors nourri avec un substitut du lait maternel jusqu’à la diversification alimentaire.

#### Avant la période de diversification, le sevrage nécessite le recours à des substituts du lait maternel
Si le sevrage, c’est-à-dire l’arrêt de l’allaitement maternel, intervient avant les périodes de maturités digestive et neurologique permettant la diversification (un an environ), il est nécessaire de remplacer le lait maternel par un substitut approprié, préparation pour nourrisson avant l’âge de six mois et lait de suite de six mois à un an.
En effet, le lait maternel constitue la source unique d’alimentation du bébé humain de la naissance à six mois, et la source indispensable de six mois à un an. L’abandon du lait maternel à cette période doit être compensé par le recours à des préparations se rapprochant du profil général du lait maternel dans ces deux périodes.

#### Le sevrage est indépendant de la diversification alimentaire
La diversification alimentaire est le recours à une alimentation solide. Elle est l’issue naturelle de l’évolution de l’alimentation chez les mammifères. La diversification est fonction de la dentition et de la motricité orofaciale (pt), propres aux mammifères. Chez le bébé humain, la variation des sources d’alimentation le conduit progressivement au même type d’alimentation que le milieu dans lequel il vit. Cette période de transition est plus ou moins longue (de six mois à plusieurs années) et se fait, en principe, en fonction de la maturation du système de digestion de l’enfant et de ses capacités psychomotrices à choisir, mastiquer et déglutir des aliments solides. Cette nouvelle alimentation, proposée progressivement au bébé, prend peu à peu le pas sur le lait maternel ou son substitut.
Le sevrage peut donc intervenir au-delà de la période de diversification, une partie de l’alimentation étant encore apportée par le lait maternel dans l’alimentation diversifiée.

### Recommandations
L’Organisation mondiale de la santé recommande un allaitement exclusif jusqu'à l'âge de six mois et une poursuite de l'allaitement jusqu'à l'âge de 2 ans au moins. Une introduction plus précoce que l'âge de six mois d'aliments supplémentaires expose le nourrisson à une morbidité accrue et à des problèmes gastro-intestinaux. Inversement, après environ 6 mois, le lait maternel ne peut pas fournir suffisamment de nutriments essentiels pour maintenir une croissance optimale, et la réserve de graisse déposée au cours des six premiers mois pour amortir les perturbations nutritionnelles est rapidement épuisée.
Vers l'âge de six mois, l'allaitement ne suffit plus pour fournir au nourrisson le fer dont il a besoin pour son développement. Le fer issu de l'alimentation est essentiel à la génération d'énergie (au niveau intracellulaire des mitochondries) et aide donc l'enfant à faire preuve d'une activité psychomotrice normale. Le fer est également un ingrédient critique du développement cérébral post-natal car il joue un rôle essentiel dans la myélinisation et la synthèse (fabrication) des neurotransmetteurs . C'est pourquoi les nutritionnistes recommandent le début de la diversification vers six mois. En 2001, une directive de l'OMS a recommandé une alimentation au lait maternel exclusive jusqu'à l'âge de six mois .
Pour contrôler les risques d'allergie, la diversification doit être progressive, introduisant un aliment nouveau à la fois, à quelques jours d'intervalle .

### Pratiques de sevrage dans l'Histoire
Durant le Néolithique, les populations d'agriculteurs semblent avoir connu une terminaison plus précoce de l'allaitement que les chasseurs-cueilleurs auparavant. Les rapports ethnographiques concordent généralement avec ce point de vue en montrant, en moyenne, une fin de l'allaitement plus tardive (entre 3 et 5 ans) chez les chasseurs-cueilleurs que chez les agriculteurs (entre 2 et 4 ans), quoiqu'avec des variations importantes. Une variation similaire, mais sans association cohérente avec le mode de subsistance, est présente dans l'introduction d'aliments supplémentaires immédiatement après la naissance à 1–1,5 an.
La méconnaissance du processus de lactation et de la fonction du lait maternel dans l'alimentation infantile a conduit, dans des traditions populaires, à des pratiques de sevrage souvent dommageables au bien-être et à la santé de l’enfant et qui ont probablement largement contribué à la morbidité et la mortalité infantiles[réf. nécessaire].
Une croyance antique (Galien) considérait le lait comme du sang blanchi. Le colostrum étant de couleur orangée, il était perçu comme contenant encore du sang, donc toxique. La peur de mélanger le sang des couches et le lait conseillait de ne pas en donner au nouveau-né. Une pratique était de faire jeûner le nouveau-né pendant plusieurs heures ou plusieurs jours, une autre était de donner des aliments de diversification (pain, bouillie). Ces pratiques avaient l’inconvénient non seulement de priver le nouveau-né du colostrum, première sécrétion de lait maternel riche en anticorps et en éléments nutritifs digestes, mais aussi d’introduire prématurément une nourriture diversifiée indigeste et inadaptée au nouveau-né.
Dans les premiers moments de sa vie, on faisait donc subir au nouveau-né à la fois un sevrage (privation de lait maternel) et une diversification alimentaire (apport d’aliments solides).

### Différences culturelles dans les pratiques de sevrage
L'âge du sevrage varie non seulement en fonction des époques et des recommandations médicales, mais il varie aussi beaucoup en fonction du milieu culturel et de l’affluence économique des régions. En effet, plus un enfant sera sevré tard — deux, trois ans, voire plus — plus il sera facile de subvenir à ses besoins alimentaires dans un premier temps. À l’inverse, les sociétés occidentales modernes privilégient un sevrage dans les six premiers mois, afin de faciliter la reprise professionnelle de la mère.
En termes de type de nourriture, le sevrage varie aussi beaucoup. Au Laos, des mères donnent du riz gélatineux qu'elles ont mâché auparavant ; en Tanzanie, dans certaines tribus, la première nourriture pour bébé consiste à donner de la moelle épinière d'un animal tué à la chasse . En Europe occidentale et dans les pays de culture occidentale, les bébés peuvent être sevrés par des purées en pots vendus par l'industrie agroalimentaire spécialisée en nutrition infantile, ou le partage des mets familiaux réduits en purée. Des farines adaptées qui peuvent être ajoutées au lait du biberon ont été mises au point par l'industrie alimentaire en 1867 .

## Le sevrage chez les autres animaux
Chez les animaux humains comme non humains, le sevrage est l'arrêt de l'allaitement maternel ou du nourrissement parental. Mais, contrairement à l'humain dont le processus de maturation est plus lent, chez les autres animaux, le passage à une alimentation solide complète signe généralement son autonomie.
Si l'âge de l'autonomie sert de repère, par exemple pour adopter un animal, c'est donc bien de la diversification dont il faut tenir compte, et non de l'arrêt de l'allaitement, celui-ci pouvant intervenir précocement, même à la naissance, sans aucun bénéfice du lait maternel.
De nombreux animaux d'élevage sont actuellement sevrés bien avant la diversification, souvent dès la naissance et, de ce fait, alimentés avec des substituts du lait de leur espèce (préparations lactées se rapprochant du profil de lait de leur espèce).
La diversification alimentaire se fait parmi cette alimentation par substituts et n'a pas valeur de sevrage, celui-ci ayant déjà été effectué précédemment.